# Alvarado (Minnesota)
Alvarado ist eine Kleinstadt (mit dem Status „City“) im Marshall County im US-amerikanischen Bundesstaat Minnesota. Das U.S. Census Bureau hat bei der Volkszählung 2020 eine Einwohnerzahl von 388 ermittelt.

## Geografie
Alvarado liegt im mittleren Nordwesten Minnesotas am Ostufer des Snake River, einem rechten Nebenfluss des Red River of the North. Die geografischen Koordinaten sind 48°11′37″ nördlicher Breite und 96°59′50″ westlicher Länge. Der Ort erstreckt sich über eine Fläche 0,57 km².
Benachbarte Orte von Alvarado sind Argyle (28,9 km nordöstlich), Warren (16,9 km östlich) und Oslo (10,4 km westlich).
Die nächstgelegenen größeren Städte sind Fargo in North Dakota (162 km südlich), Winnipeg in der kanadischen Provinz Manitoba (216 km nördlich), Duluth am Oberen See (458 km ostsüdöstlich) und Minneapolis (538 km südöstlich).
Die Grenze zu Kanada befindet sich 105 km nördlich.

## Verkehr
Im Stadtgebiet von Alvarado treffen die Minnesota State Routes 1 und 220 zusammen. Alle weiteren Straßen sind untergeordnete Landstraßen, teils unbefestigte Fahrwege sowie innerörtliche Verbindungsstraßen.
Durch das Stadtgebiet von Alvarado verläuft in West-Ost-Richtung eine Eisenbahnstrecke der Northern Plains Railroad.
Mit dem Warren Municipal Airport befindet sich 21,5 km westlich von Alvarado ein kleiner Regionalflugplatz. Die nächsten Großflughäfen sind der Winnipeg James Armstrong Richardson International Airport (218 km nördlich), der Hector International Airport in Fargo (158 km südlich) und der Minneapolis-Saint Paul International Airport (562 km südöstlich).

## Demografische Daten
Nach der Volkszählung im Jahr 2010 lebten in Alvarado 363 Menschen in 137 Haushalten. Die Bevölkerungsdichte betrug 636,8 Einwohner pro Quadratkilometer. In den 137 Haushalten lebten statistisch je 2,65 Personen.
Ethnisch betrachtet setzte sich die Bevölkerung zusammen aus 88,2 Prozent Weißen, 0,3 Prozent (eine Person) Afroamerikanern, 0,3 Prozent (eine Person) amerikanischen Ureinwohnern, 0,3 Prozent (eine Person) Asiaten sowie 9,6 Prozent aus anderen ethnischen Gruppen; 1,4 Prozent stammten von zwei oder mehr Ethnien ab. Unabhängig von der ethnischen Zugehörigkeit waren 16,3 Prozent der Bevölkerung spanischer oder lateinamerikanischer Abstammung.
27,3 Prozent der Bevölkerung waren unter 18 Jahre alt, 59,5 Prozent waren zwischen 18 und 64 und 13,2 Prozent waren 65 Jahre oder älter. 51,8 Prozent der Bevölkerung war weiblich.
Das mittlere jährliche Einkommen eines Haushalts lag bei 52.500 USD. Das Pro-Kopf-Einkommen betrug 23.857 USD. 7,8 Prozent der Einwohner lebten unterhalb der Armutsgrenze.